# Сирмионе
Сирмио̀не (на италиански: Sirmione, на източноломбардски: Sirmiù, Сирмиу) е градче и община в Северна Италия, провинция Бреша, регион Ломбардия. Разположено е на 66 m надморска височина, на тънък полуостров на южния бряг на езеро Гарда. Населението на общината е 7513 души (към 2013 г.).